# أبو بكر الأبهري
أبو بكر محمد بن عبد الله بن محمد بن صالح أبو بكر التميمي الأبهري (289 هـ - 375 هـ). هو رجل دين وفقيه مالكي من مدينة أبهر الفارسية الواقعة بين قزوين وزنجان. وكان شيخ المالكية في العراق إذ سكن بغداد، وقد سُئل أن يلي القضاء فامتنع.

## مؤلفاته
له تصانيف في شرح مذهب مالك والرد على مخالفيه منها، ومن كتبه:
| - الرد على المزني. - الأصول. - إجماع أهل المدينة. | - فضل المدينة على مكة. - العوالي. - الأمالي. |

### الكتب
- الأعلام. خير الدين الزركلي، طبع بيروت - لبنان، 1980، منشورات دار العلم للملايين.

### إشارات مرجعية
1. ↑  ياسين غانم جاسم العريضي الشافعي (1445 هـ - 2024 م). طبقات الأشاعرة أعيان أهل السنة والجماعة (ط. 1). بيروت، لبنان:  دار الكتب العلمية. ص. 49. ISBN:9786144962350. {{استشهاد بكتاب}}: تحقق من التاريخ في: |تاريخ= (مساعدة)صيانة الاستشهاد: التاريخ والسنة (link)
2. ↑   https://www.jstor.org/stable/20832805. {{استشهاد ويب}}: |url= بحاجة لعنوان (مساعدة) والوسيط |title= غير موجود أو فارغ (من ويكي بيانات) (مساعدة)
3. 1 2  
الزركلي، خير الدين. الأعلام - ج6. ص. 225. مؤرشف من الأصل في 2019-12-08.